# Partit Popular Socialista (Noruega)
El Partit Popular Socialista (noruec Sosialistisk Folkeparti, SF) fou un partit polític de Noruega fundat el 1961 com a escissió esquerrana del Partit Laborista Noruec. Estava format al voltant de la revista Orientering, els membres de la qual havien estat expulsats del Partit Laborista, ja que mostraven una forta insatisfacció amb la política a favor de l'OTAN i de la Unió Europea del govern laborista. També s'hi uní el grup juvenil Sosialistisk Ungdomsfylking, format a mitjans dels 1960 i que s'escindí dels laboristes el 1969 quan adoptà el marxisme revolucionari, però més tard el sector més radical s'uní al Partit Comunista dels Treballadors (marxista-leninista) (AKPml).
Van obtenir representació parlamentària a les eleccions de 1961 i 1965, però la van perdre el 1969, tot i que el 1972 se'ls va unir un parlamentari laborista, Arne Kielland. El 1973 es van presentar en una Llista Electoral Socialista junt amb el Partit Comunista de Noruega i Socialistes Democràtics - AIK, que el 1975 es constituiria en Partit Socialista d'Esquerra, en el que s'integraria definitivament.

## Resultats electorals
| Any  | Vots                               | Vots                               | Vots                               | Escons   | Escons | Pos. | Govern                  |
| Any  | No.                                | %                                  | ± pp                               | No.      | ±      | Pos. | Govern                  |
| ---- | ---------------------------------- | ---------------------------------- | ---------------------------------- | -------- | ------ | ---- | ----------------------- |
| 1961 | 43,996                             | 2.4                                | Nou                                | 2 / 150  | Nou    | 8è   | Suport extern (1961–63) |
| 1961 | 43,996                             | 2.4                                | Nou                                | 2 / 150  | Nou    | 8è   | Oposició (1963)         |
| 1961 | 43,996                             | 2.4                                | Nou                                | 2 / 150  | Nou    | 8è   | Suport extern (1963-65) |
| 1965 | 122,721                            | 6.0                                | 3.5                                | 2 / 150  | =      | 6è   | Oposició                |
| 1969 | 73,284                             | 3.4                                | 2.6                                | 0 / 150  | 2      | 6è   | Extraparlamentari       |
| 1973 | Dins la Lliga Electoral Socialista | Dins la Lliga Electoral Socialista | Dins la Lliga Electoral Socialista | 13 / 155 | 13     | 5è   | Suport extern           |

## Líders del partit
- 1961-1969 : Knut Løfsnes
- 1969-1971 : Torolv Solheim
- 1971-1973 : Finn Gustavsen
- 1973-1975 : Stein Ørnhøi